# 새빌반디쿠트쥐
새빌반디쿠트쥐 또는 새빌도깨비쥐(Bandicota savilei)는 쥐과에 속하는 설치류의 일종이다. 미얀마와 태국, 베트남에서 발견된다.

## 특징
보통 크기의 설치류로 꼬리 길이 125~230mm를 제외한 몸길이가 150~240mm이다. 발 길이는 33~44mm, 귀 길이는 20~30mm, 몸무게는 최대 320g이다.

## 생태
땅 위에서 주로 생활하는 육상성 동물이고, 야행성 동물이다.

## 분포 및 서식지
미얀마 중부와 태국, 베트남, 캄보디아에 널리 분포한다. 라오스 평야에서도 서식하는 것으로 추정된다. 밀밭과 논에서 서식하기 때문에 농부들이 해충으로 간주한다. 숲에서는 서식하는 않는 것으로 추정된다.